# Савонера (Торино)
Савонера је насеље у Италији у округу Торино, региону Пијемонт.
Према процени из 2011. у насељу је живело 1899 становника. Насеље се налази на надморској висини од 274 м.